# Plaža Buža
Plaža Buža je jedna od najatraktivnijih dubrovačkih plaža.
Smještena je podno južnih zidina Starog grada a jedini prilaz plaži je otvor (dubrovački: Buža) i vrata u zidinama do kojih se dolazi uskim gradskim uličicama.
Plaža je stjenovita s betonskim terasama, a s nje puca sjajan pogled na otvoreno more i otok Lokrum.
Na plaži postoji ugostiteljski objekt.